# Schelle (Nederland)
Schelle (Zwols: Skelle) is een wijk en buurtschap in de Overijsselse gemeente Zwolle in Nederland.
Het ligt op een rivierduin dat is gevormd in het Preboreaal, een etage van het Holoceen.
Inmiddels is de buurtschap opgenomen in de woonwijk Zwolle-Zuid en zijn er drie wijkgedeelten rondom naar de buurtschap vernoemd: Schellerhoek, Schellerbroek en Schellerlanden.
De naam is ook terug te vinden in enkele straten in de omgeving zoals de Schellerweg, Schellerallee, Schellerbergweg en Schellerenkweg en een stuk dijk langs de IJssel, de Schellerdijk.
Schelle bestaat uit de wijken Oud Schelle, Schelle-Zuid en Oldeneel, Schellerhoek, Schellerbroek, Schellerlanden, Oldenelerlanden-West, Oldenelerlanden-Oost, Oldenelerbroek en Katerveer-Engelse Werk.